# Momordica gilgiana
Momordica gilgiana är en gurkväxtart som beskrevs av Célestin Alfred Cogniaux. Momordica gilgiana ingår i släktet Momordica och familjen gurkväxter. Inga underarter finns listade i Catalogue of Life.